# Абасов, Гамзат Исмаилович
Гамзат Исмаилович Абасов (21 мая 1957, с. Ленинаул, Казбековский район, Дагестанская АССР, РСФСР, СССР) — советский борец, советский и российский тренер по вольной борьбе, спортивный судья, Заслуженный тренер России (2022).

## Спортивная карьера
С 1980 года работал тренером по вольной борьбе в родном селении Ленинаул Казбековского района. С 1994 по 2001 годы он работал в хасавюртовской  спортшколе имени Шамиля Умаханова. С 2001 года по приглашению основателя хасавюртовского училища олимпийского резерва заслуженного тренера СССР Магомеда Гусейнова, работает в этом учебном заведении. Является судьёй международной категории. 8 февраля 2022 года ему было присвоено звание заслуженный тренер России.

## Известные воспитанники
- Магомедов, Абасгаджи Мухтарович — чемпион мира и Европы[4];
- Гаджимагомедов, Ахмед Шиявдинович — призёр чемпионата мира, чемпион и призёр чемпионатов Европы[5]
- Абдурашидов, Рустам Каримуллаевич — призёр чемпионата России;
- Вербина, Екатерина Андреевна — призёр чемпионата России[6];

## Личная жизнь
Является выпускником хасавюртовского педагогического колледжа. Есть сын Руслан, который является заместителем директора Училища олимпийского резерва города Хасавюрта.